# Małujowice
Małujowice (deutsch Mollwitz) ist ein Dorf in der Gemeinde Skarbimierz (Hermsdorf) in der Woiwodschaft Oppeln in Polen. Bekannt ist der Ort durch die Schlacht bei Mollwitz im Jahre 1741.

## Geographie

### Geographische Lage
Małujowice liegt in Niederschlesien. Das Dorf befindet sich rund drei Kilometer westlich vom Gemeindesitz Skarbimierz, etwa neun Kilometer westlich der Kreisstadt Brzeg (Brieg) und etwa 57 Kilometer nordwestlich der Woiwodschaftshauptstadt Oppeln. Ca. zwei Kilometer nördlich des Dorfes verläuft die Grenze zur Woiwodschaft Niederschlesien.
Es liegt in der Nizina Śląska (Schlesische Tiefebene) innerhalb der Równina Wrocławska (Breslauer Ebene). Der Bahnhof Małujowice, südöstlich des Dorfkerns gelegen, ist an die Bahnstrecke Brzeg–Łagiewniki Dzierżoniowskie angeschlossen. Durch den Ort verläuft die Landesstraße Droga krajowa 39. Westlich des Dorfes fließt der Bach Psarski Potok.
Südöstlich von Małujowice liegt der ehemalige Fliegerhorst Brieg.

### Nachbarorte
Nachbarorte von Małujowice sind im Nordwesten Psary (dt. Hünern), im Nordosten Zielęcice (Grüningen), im Osten die Siedlung Skarbimierz Osiedle und im Südwesten Łukowice Brzeskie  (Laugwitz).

## Geschichte

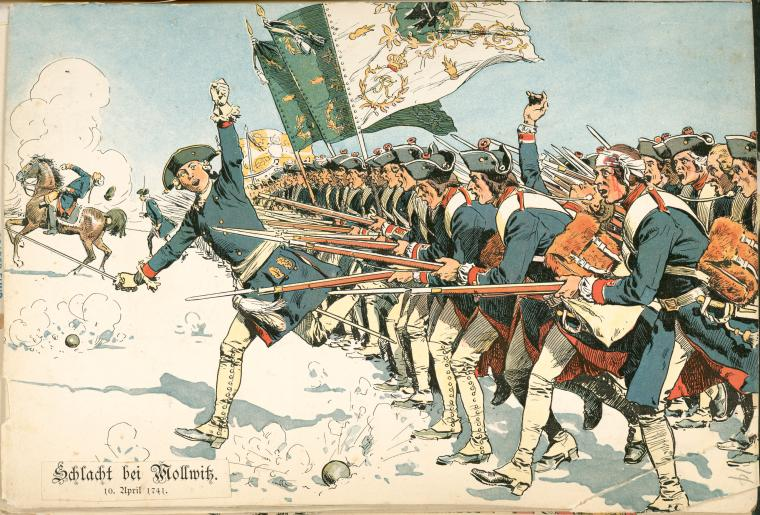
Lithographie der Schlacht bei Mollwitz aus dem 19. Jahrhundert

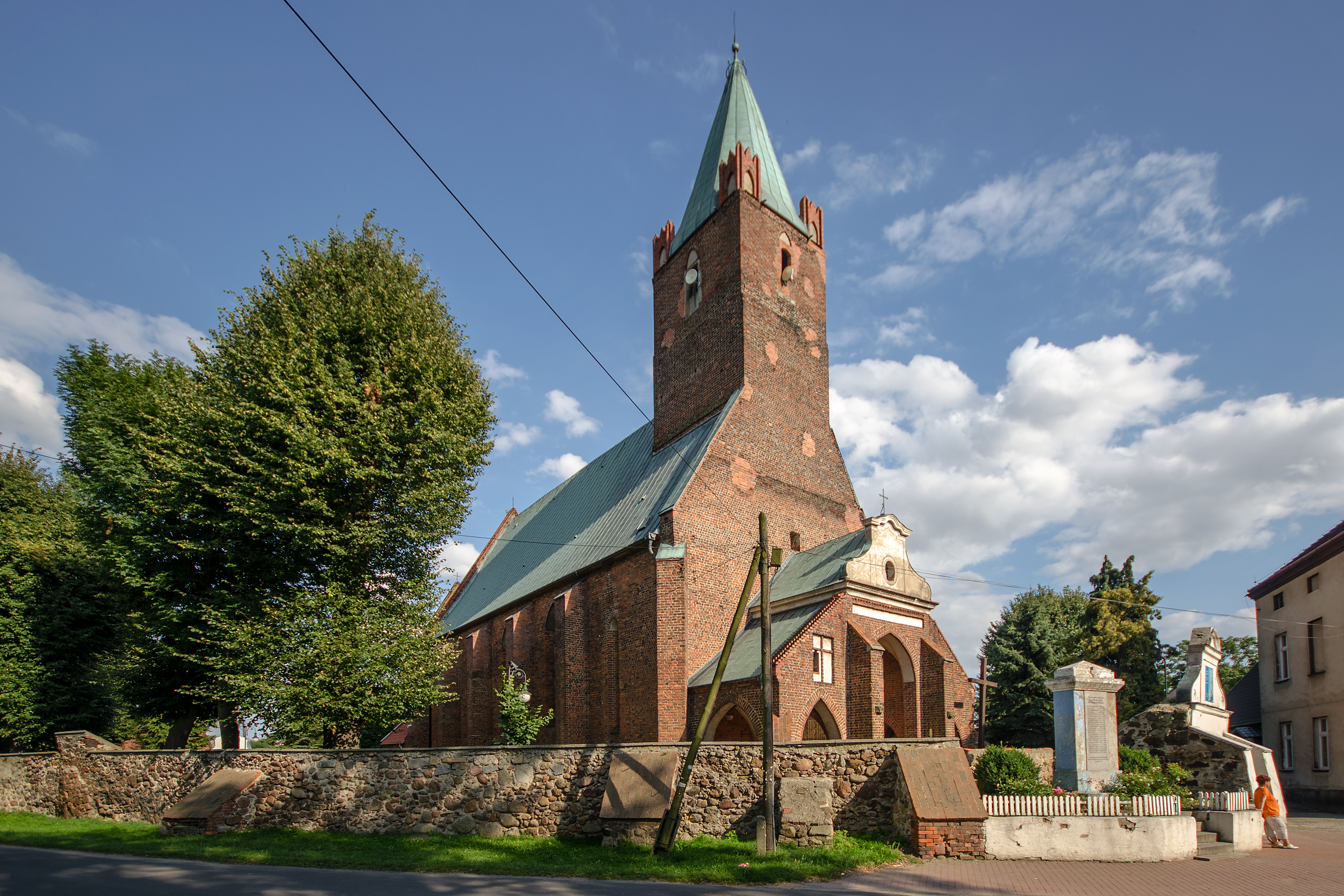
St.-Jakob-Kirche mit Denkmal für die Gefallenen des Ersten Weltkriegs

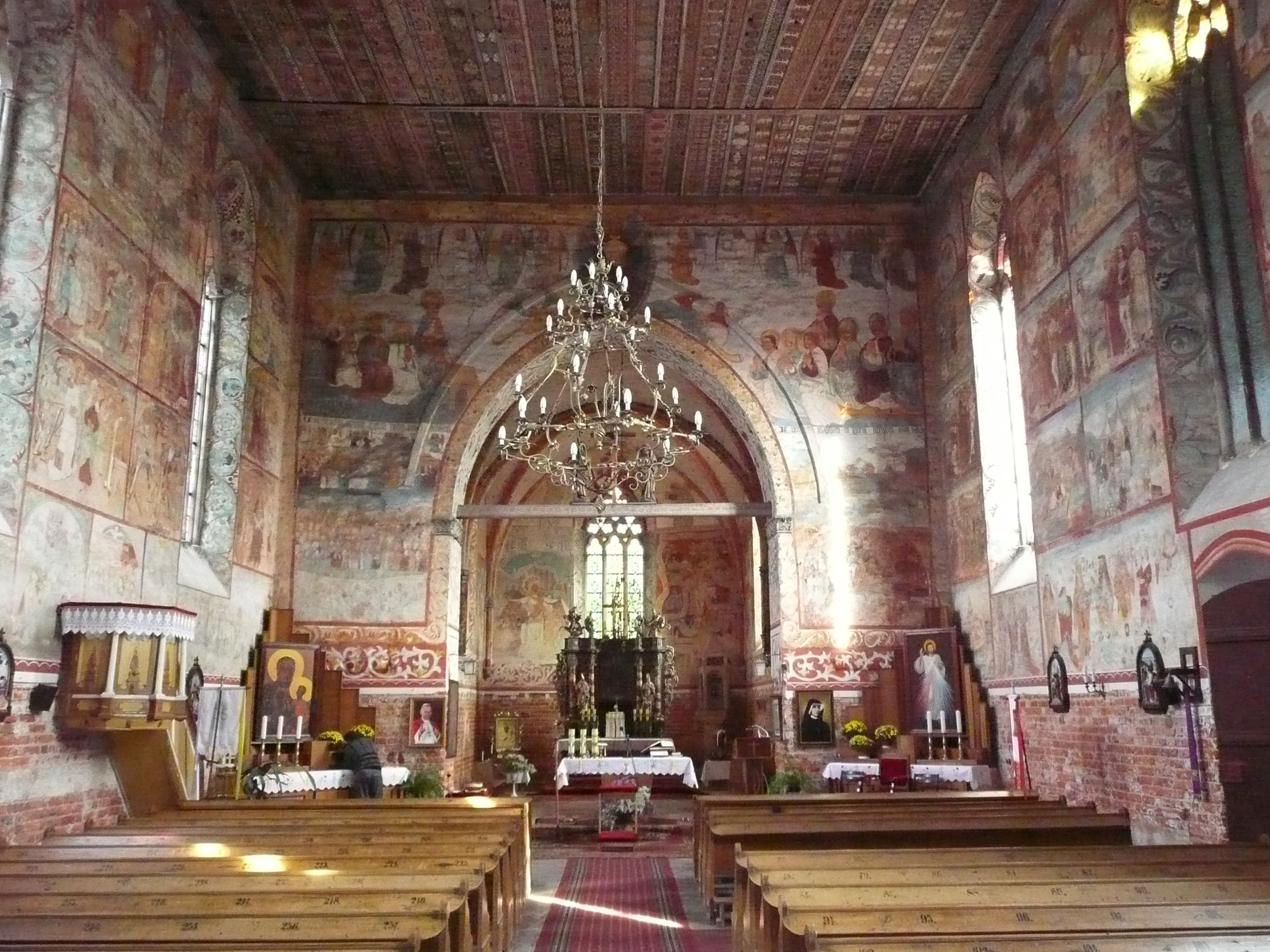
Innenraum der Kirche St. Jakob

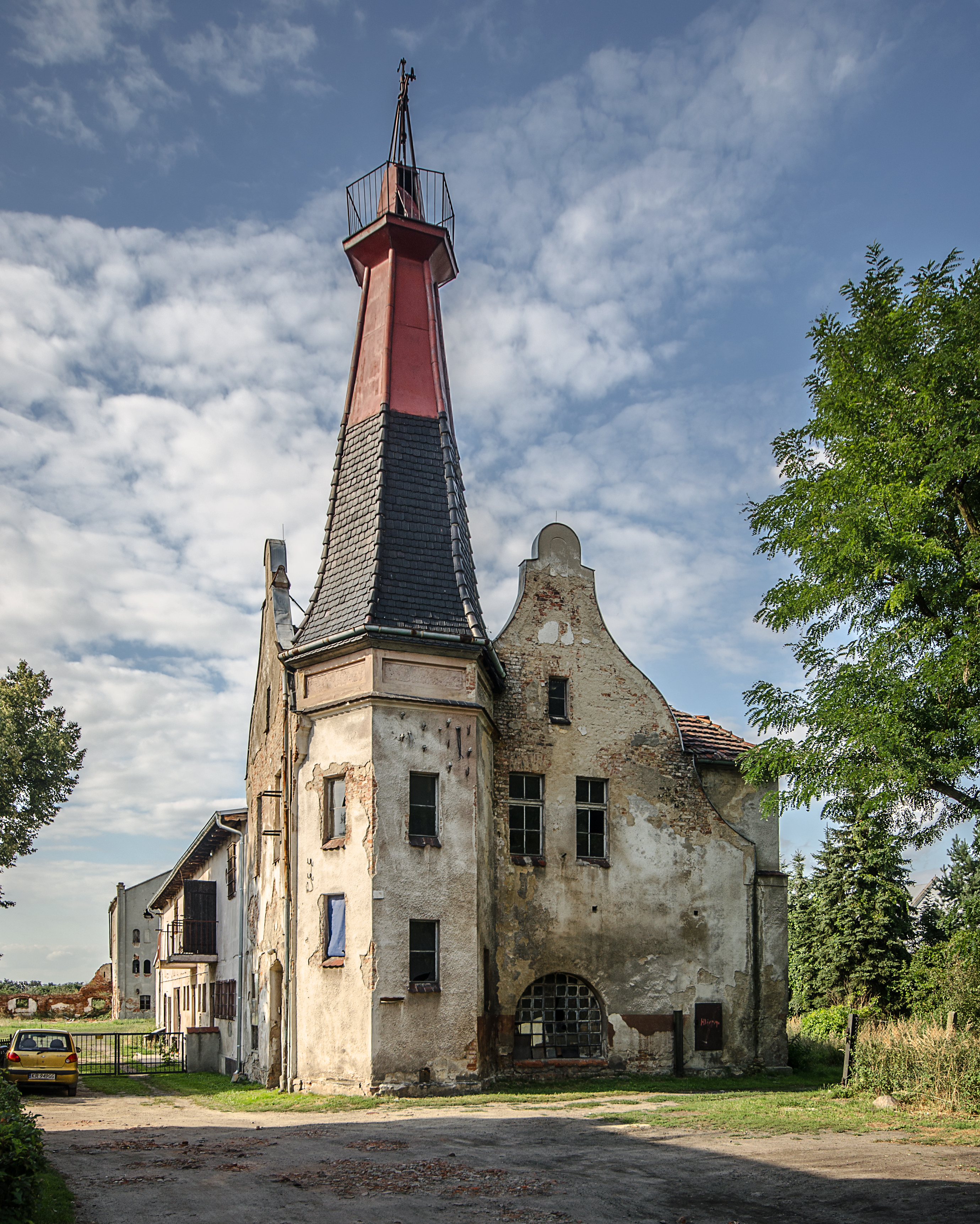
Schloss Mollwitz

Das Dorf wird erstmals im Jahr 1288 als Malewicz erwähnt. 1350 wurde das Dorf vom Vinzenzstift aus Breslau erworben, dem es bis 1810 unterlag. 1358 erfolgte die Erwähnung des Dorfes als Moliwcz.
1534 wird das Dorf protestantisch.
Am 10. April 1741 fand südlich des Dorfes die Schlacht bei Mollwitz statt. Preußen errang hier den ersten Sieg über die österreichischen Habsburger im Ersten Schlesischen Krieg. Nach dem Ersten Schlesischen Krieg 1742 fiel Mollwitz mit dem größten Teil Schlesiens an Preußen. 
Nach der Neuorganisation der Provinz Schlesien gehörte die Landgemeinde Rosenthal ab 1816 zum Landkreis Brieg im Regierungsbezirk Breslau. Zwischen 1842 und 1843 wurde in Mollwitz ein neues Küster- und Schulhaus erbaut. 1845 bestand das Dorf aus einer evangelischen Kirche, einem Schloss, einer evangelischen Schule und weiteren 95 Häusern. Im gleichen Jahr lebten in Mollwitz 525 Menschen, davon 27 katholisch. 1874 wurde aus der Landgemeinde Mollwitz, der Amtsbezirk Mollwitz gebildet. Dieser bestand aus den Landgemeinden Bärzdorf, Grüningen, Laugwitz und Mollwitz. 1885 zählte Mollwitz 728 Einwohner.
1933 lebten in Mollwitz 640, 1933 wiederum 620 Menschen. Bis 1945 gehörte das Dorf Mollwitz zum Landkreis Brieg.
Als Folge des Zweiten Weltkriegs fiel Mollwitz 1945 wie der größte Teil Schlesiens unter polnische Verwaltung. Nachfolgend wurde der Ort in Małujowice umbenannt und der Woiwodschaft Schlesien angeschlossen. 1950 wurde es der Woiwodschaft Breslau eingegliedert. 1999 kam der Ort zum neu gegründeten Powiat Brzeski (Kreis Brieg).

## Sehenswürdigkeiten

### St. Jakob
Die römisch-katholische St.-Jakob-Kirche (poln. Kościół św. Jakuba) stammt aus dem Jahr 1250 und wurde im gotischen Stil erbaut. Das Gotteshaus besitzt reiche, aus der Mitte des 14. bis zum ersten Viertel des 16. Jahrhunderts stammenden Wandmalereien. Wegen der Zerstörung durch die Hussiten wurden die Wandmalereien um 1480 erneuert. Sie beinhalten Themen aus dem Alten und Neuen Testament (Biblia pauperum) und gehören zu den besten gotischen Wandmalereien in Polen. Im Jahre 1526 wurde die Kirche evangelisch. Die Wandmalereien wurden 1817 verputzt. In den 60er Jahren des 19. Jahrhunderts wurden die Bilder im Hauptschiff wieder vom Putz befreit und die Wandmalereien freigelegt. Im Jahre 1945 wurde die Kirche katholisch, heute ist sie die katholische Pfarrkirche St. Jakobus. 1974 erfolgte eine Sanierung der Kirche.

### Weitere Sehenswürdigkeiten
- Schloss Mollwitz – erbaut in der zweiten Hälfte des 19. Jahrhunderts[7]
- Denkmal für die Gefallenen des Ersten Weltkriegs – teilweise erhalten, darunter die Marmortafel mit den Namen der Gefallenen[8]
- Empfangsgebäude des Bahnhofes Małujowice

## Verkehr
Der Bahnhof Małujowice liegt an der größtenteils stillgelegten Bahnstrecke Brzeg–Łagiewniki Dzierżoniowskie.